# 上海交通大学创业学院
创业学院，是上海交通大学的一个学院，为教育部及上海市确认的创业教育试点院校。该学院于2010年6月7日揭牌成立。